# NGC 7041
NGC 7041هي مجرة محدبة تبعد حوالي 80 مليون سنة ضوئية تقع في كوكبة الهندي (كوكبة). تم اكتشافه من قبل عالم الفلك جون هيرشل في 7 يوليو 1834.

## الخصائص
NGC 7041 هو جزء من ثلاثي سند المجرات التي تحتوي على مجرة قريبة NGC 7049 والمجرة NGC 7029.

## وصلات خارجية
- NGC 7041 على موقع ويكي سكاي: DSS2, SDSS, GALEX, IRAS, Hydrogen α, X-Ray, Astrophoto, Sky Map, Articles and images